# Stephan Bothe
Pour les articles homonymes, voir Bothe.
 (août 2024).
La mise en forme du texte ne suit pas les recommandations de Wikipédia : il faut le « wikifier ».
Les points d'amélioration suivants sont les cas les plus fréquents :
- Les titres sont pré-formatés par le logiciel. Ils ne sont ni en capitales, ni en gras.
- Le texte ne doit pas être écrit en capitales (les noms de famille non plus), ni en gras, ni en italique, ni en « petit »…
- Le gras n'est utilisé que pour surligner le titre de l'article dans l'introduction, une seule fois.
- L'italique est rarement utilisé : mots en langue étrangère, titres d'œuvres, noms de bateaux, etc.
- Les citations ne sont pas en italique mais en corps de texte normal. Elles sont entourées par des guillemets français : « et ».
- Les listes à puces sont à éviter, des paragraphes rédigés étant largement préférés. Les tableaux sont à réserver à la présentation de données structurées (résultats, etc.).
- Les appels de note de bas de page (petits chiffres en exposant, introduits par l'outil «  Source ») sont à placer entre la fin de phrase et le point final[comme ça].
- Les liens internes (vers d'autres articles de Wikipédia) sont à choisir avec parcimonie. Créez des liens vers des articles approfondissant le sujet. Les termes génériques sans rapport avec le sujet sont à éviter, ainsi que les répétitions de liens vers un même terme.
- Les liens externes sont à placer uniquement dans une section « Liens externes », à la fin de l'article. Ces liens sont à choisir avec parcimonie suivant les règles définies. Si un lien sert de source à l'article, son insertion dans le texte est à faire par les notes de bas de page.
- La présentation des références doit suivre les conventions bibliographiques. Il est recommandé d'utiliser les modèles {{Ouvrage}}, {{Chapitre}}, {{Article}}, {{Lien web}} et/ou {{Bibliographie}}. Le mode d'édition visuel peut mettre en forme automatiquement les références.
- Insérer une infobox (cadre d'informations à droite) n'est pas obligatoire pour parachever la mise en page.

Pour une aide détaillée, merci de consulter Aide:Wikification.
Si vous pensez que ces points ont été résolus, vous pouvez retirer ce bandeau et améliorer la mise en forme d'un autre article.
Stephan Bothe (né en 1984) est un homme politique allemand de l'Alternative für Deutschland (AfD). Il est membre du Landtag de Basse-Saxe depuis novembre 2017.

## Vie privée
Stephan Bothe, né à Munster, est le fils d'un sous-officier de la Bundeswehr. Après avoir terminé un apprentissage de menuisier et le service civil qui s'est ensuivi, Stephan Bothe a suivi une formation d'infirmier pour personnes âgées. 
Bothe est marié et a deux enfants. 
Ses ancêtres appartiennent au peuple yéniche, ce qui explique les persécutions dont ils ont fait l'objet pendant la période nazie.

## Carrière politique
De 2006 à 2009, Bothe a été membre de la Christlich Demokratische Union Deutschlands (CDU). En 2013, Bothe a adhéré à l'AfD. Le 15 octobre 2017, Bothe a réussi à entrer comme député au Parlement du Land de Basse-Saxe pour l'AfD. Son parti l'avait placé en deuxième position sur la liste du Land ; il s'est présenté dans la circonscription 49 à Lüneburg.
De septembre 2020 à la fin de la législature en novembre 2022, il a été membre non inscrit du Landtag.
Lors des élections régionales en Basse-Saxe en 2022, Bothe a de nouveau fait son entrée au Landtag via la liste régionale de l'AfD.
Bothe est considéré comme un ami d'Israël et un combattant de l'antisémitisme croissant en Allemagne. 